# G-točka
G-točka (poznata i kao Gräfenbergova točka) smatra se jednom od erotski najosjetljivijih mjesta na tijelu žene. G-točka je dobila ime u čast njemačkog liječnika Ernsta Gräfenberga. Prema Gräfenbergu G-točka bi se trebala nalaziti na prednjem zidu vagine i trebala biti veličine zrna graška. 
Do danas nije znanstveno dokazano, ali ni opovrgnuto njeno postojanje.